# Xã Watersmeet, Michigan
Xã Watersmeet (tiếng Anh: Watersmeet Township) là một xã thuộc quận Gogebic, tiểu bang Michigan, Hoa Kỳ. Năm 2010, dân số của xã này là 1.417 người.